# Vrsno
Vrsno je majhna gručasta vas v Občini Kobarid. Leži na vzpetini na levem bregu reke Soče in je od Kobarida oddaljeno 8,1 km. Dostop do vasi je možen po poti iz vasi Smast ali Kamno. Iz Vrsnega pa vodi pot v majhno gorsko vasico Krn. V neposredni bližini Vrsnega leži tudi vasica Selce (leži v občini Tolmin), ki je znana po slapovih. Tu se nahajata Gregorčičev slap in slap Brinta.
Vas je najbolj poznana po rojstni hiši pesnika Simona Gregorčiča, ki je urejena kot muzej. V vasi delujejo še gasilsko društvo ter nekaj gostinskih in prenočitvenih dejavnosti.

## Galerija
- Rojstna hiša Simona Gregorčiča na Vrsnem